# Thlaspi hastulatum
Thlaspi hastulatum är en korsblommig växtart som beskrevs av Christian von Steven. Thlaspi hastulatum ingår i släktet skärvfrön, och familjen korsblommiga växter. Inga underarter finns listade i Catalogue of Life.